# Melitidae
Melitidae é uma família de anfípodos que contém cerca de 45 géneros. Anteriormente a família inclui ainda outros cerca de 40 géneros que se encontram agora incluídos na família Maeridae.

## Géneros
- Abludomelita
- Allomelita
- Alsacomelita
- Anchialella
- Brachina
- Caledopisa
- Carinomelita
- Cottarellia
- Cottesloe
- Desdimelita
- Dulichiella
- Eriopisa
- Eriopisella
- Gammarella
- Hornellia
- Indoniphargus
- Jerbarnia
- Josephosella
- Maerella
- Mallacoota
- Megamoera
- Melita
- Metaceradocus
- Netamelita
- Nurina
- Nuuanu
- Parapherusa
- Psammogammarus
- Psammomelita
- Rotomelita
- Tabatzius
- Tagua
- Valettiella
- Verdeia
- Victoriopisa